# بيدرو كوريه دو لاغو
بيدرو كوريه دو لاغو (من مواليد 15 مارس 1958) هو مؤرخ فني برازيلي، وأمين معارض قام بتشكيل أكبر مجموعة خاصة من خطابات ومخطوطات التوقيعات في العالم اليوم. ألّف أكثر من عشرين كتابًا عن المخطوطات والفن البرازيلي وكان رئيس مكتبة البرازيل الوطنية من 2003 إلى 2005. وفي عام 2002 أسس شراكة مع زوجته بيا كوريه دو لاغو، وهي دار نشر فنية متخصصة في كتالوجات أسباب الفنانين النشطين في البرازيل. منذ عام 2012 كان كاتب عمود في المجلة الشهرية بياوي.

## حياته
أمضى كوريه دو لاغو ابن الدبلوماسي البرازيلي أنطونيو كورييا دو لاغو وحفيد رجل الدولة البارز أوزوالدو أرانا، معظم حياته المبكرة في مرافقة والده في مناصب مختلفة في أوروبا وأمريكا الجنوبية. وهو حاصل على درجة الماجستير في الاقتصاد من الجامعة البابوية الكاثوليكية في ريو دي جانيرو ويتقن خمس لغات. من عام 1987 إلى عام 2003 كان بائع كتب أثريًا في ساو باولو وممثل سوثبي في تلك المدينة من 1986 إلى 2012. كما كان نشطًا كأمين في بينالي ساو باولو منذ عام 1992، وكعضو كامل في المعهد البرازيلي التاريخي والجغرافي منذ عام 2008.

## جامع المخطوطات
قام كوريه دو لاغو ابتداءً من سن المراهقة بجمع ما يُعتبر على نطاق واسع أكبر مجموعة خاصة من رسائل التوقيع والمخطوطات التي تم تشكيلها في الخمسين عامًا الماضية. موضوع كتابه لعام 2003 بعنوان حقيقة الرسائل (نُشر بخمس لغات)، نمت المجموعة منذ ذلك الحين لتصبح الأكثر شمولاً في المجالات الستة التي ركز عليها كوريه: الفن الأدب والتاريخ والعلوم والموسيقى والترفيه. على مدى 45 عامًا جمع عشرات الآلاف من الرسائل والوثائق والصور الموقعة وجميع أنواع المخطوطات المنبثقة من أربعة أو خمسة آلاف شخصية اعتبرها الأبرز في هذه المجالات منذ عام 1500. تتوفر في المجموعة قطع مهمة من شخصيات مثل نيوتن وآينشتاين وموزارت وبيتهوفن وفان جوخ وبيكاسو وجويس وبروست وهنري الثامن وغاندي وشابلن وديزني. حتى سبتمبر 2018 في مكتبة ومتحف مورجان في نيويورك حيث سيتم عرض 130 عنصرًا مختارًا.

## طبعات كابيفارا
أسس كوريه دو لاغو مع زوجته بيا في عام 2002 دار نشر كابيفارا، وهي دار نشر متخصصة في الفن البرازيلي. وهو مسؤول عن قيادة الفرق التي أجرت البحث الأولي عن أهم الفنانين الأجانب الناشطين في البرازيل قبل القرن العشرين، بما في ذلك فرانس بوست وجان بابتيست ديبريه. أعاد كوريه دو لاغو اكتشاف العديد من اللوحات المهمة أو إعادة توزيعها، حيث حدد موقع الآلاف من الصور الفوتوغرافية التاريخية الهامة ووثائق المخطوطات وحددها، بما في ذلك أول صورة فوتوغرافية للأمريكتين، بواسطة هرقل فلورنس. في عام 2008 عثر الزوجان مع سيدة نبيلة في أوروبا على مجموعة الصور المفقودة للأميرة إيزابيل وصية عرش البرازيل التي ذهبت إلى المنفى عام 1889، وكشفا عن ألف صورة في كتاب نُشر في العام التالي.